# Barakamon
Barakamon (ばらかもん) là manga Nhật Bản được viết và minh họa bởi Yoshino Satsuki, được phát hành trên tạp chí Gangan Online của Square Enix vào tháng 2 năm 2009. Câu chuyện kể về Handa Seishū, một thư pháp gia chuyển tới quần đảo Gotō của bờ biển Kyūshū và câu chuyện của anh cùng những dân làng trên đảo. Anime của bộ truyện được lên sóng vào ngày 16 tháng 7 năm 2014 và kết thúc vào ngày 27 tháng 9 năm 2014.
Spin-off của bộ truyện là Handa-kun (はんだくん) được phát hành vào tháng 11 năm 2013 trên tạp chí Shonen Gangan của Square Enix. Anime của phần ngoại truyện được phát sóng vào ngày 8 tháng 7 năm 2016 và kết thúc vào ngày 23 tháng 9 năm 2016.

## Cốt truyện
Handa Seishū trở thành một nghệ nhân thư pháp từ khi rất trẻ. Khi vị chủ tịch của triển lãm chỉ trích bức thư pháp của anh quá đơn điệu ("giống hệt sách"), Handa đã nổi giận và đánh ông. Vì thế, cha của anh ấy gửi anh ấy tới quần đảo Gotō, gần Kyūshū. Ở đây, anh gặp rất nhiều người dân thân thiện, và hành trình tìm kiếm phong cách thư pháp của chính mình được bắt đầu.
Tựa đề Barakamon có nghĩa là "một người dễ đi tới" theo ngôn ngữ địa phương.
Handa-kun - spin-off - một bộ phim hài hước nói về cuộc sống cao trung của thiên tài thư pháp Handa Seishū (ngắn gọn là kể về nhân vật chính của Barakamon thời cao trung).

## Nhân vật

### Nhân vật chính
Handa Seishuu (半田 清舟 Handa Seishū)
Lồng tiếng bởi: Daisuke Ono (Tiếng Nhật, lúc lớn), Nobunaga Shimazaki (Tiếng Nhật, lúc trẻ)
23 tuổi, bậc thầy thư pháp, cả đời cống hiến cho nghệ thuật. Tên thật là Sei (清). Sau khi tức giận và đánh vị chủ tịch của mình khi ông chê bức thư pháp, cha của Handa đã quyết định đưa anh về quần đảo Goto để tự tìm phong cách thư pháp của mình. Handa là một người khá trẻ con và rất dễ sợ hãi. Anh ấy được gọi là "Nghệ nhân" (sensei 先生) bởi dân làng.
Kotoishi Naru (琴石 なる Kotoishi Naru)
Lồng tiếng bởi: Suzuko Hara
Một cô bé 7 tuổi (bắt đầu anime là 6 tuổi). Hiếu động và tò mò, cô bé rất thích Handa cũng như việc bắt sâu. Naru sống cùng với ông, bà của cô bé đã mất khá lâu, không có thông tin về bố mẹ của cô bé. Nhân vật Naru Kotoishi không phải là một cô bé xinh đẹp mỹ miều nhưng dễ thương và cá tính. Biểu cảm gương mặt của Kotoishi rất đa dạng, mặc dù vậy, nhân vật này nổi tiếng nhất bởi thái độ ''nghiêm trọng'' luôn nghi ngờ mọi thứ.

### Nhân vật phụ
Yamamura Miwa (山村 美和 Yamamura Miwa)
Lồng tiếng bởi: Nozomi Furuki
Học sinh trung học, 14 tuổi, tính tình trẻ con và khá cẩu thả, cô là bạn với Tamako và Naru. Cô gái này đã làm hẳn năm chiếc chìa khóa dự phòng chỉ để mở cửa nhà của Handa (thật ra năm chiếc chìa khóa được làm trước khi Handa chuyển tới, những người sỡ hữu gồm: Miwa, Tamako, Hiroshi, Handa và một chiếc bị mất sau nhà của Handa).
Tamako Arai (新井 珠子 Arai Tamako)
Lồng tiếng bởi: Rumi Ōkubo
Học sinh trung học, 14 tuổi. Mê mẩn manga từ thuở nhỏ nên cô luôn có ước mơ trở thành tác giả manga. Luôn tự nhủ mình không phải là hủ nữ, tuy nhiên lại phấn khích trước những cảnh có tính yaoi, nhất là khi Handa chuyển tới.
Kido Hiroshi (木戸 浩志 Kido Hiroshi)
Lồng tiếng bởi: Kōki Uchiyama
Học cao trung, là con trai của trưởng làng. Thứ Hiroshi ghét ở chính mình là luôn dang dở mọi việc, như việc học tập hay chơi thể thao. Vì mẹ của mình, Hiroshi thường phải mang đồ ăn qua nhà của Handa, đôi lúc cậu phải kiêm luôn làm đầu bếp. Hiroshi thích câu cá và luôn mong ước sẽ câu được hisanio (sọc hồng hay cá tráp sọc).
Hina Kubota (久保田 陽菜 Kubota Hina)
Lồng tiếng bởi: Rina Endō
Là cô bé bạn thân của Naru. Hina luôn rụt rè và rất dễ khóc, nhất là khi gặp người lạ.
Ohama Kentarou (大浜 謙太郎 Ōhama Kentarō)
Lồng tiếng bởi: Seiya Kimura
Một cậu bé đầu đinh, bạn của Naru. Cậu bé thích bắt bọ cánh cứng và một số loại bọ khác. Lần đầu gặp Handa, cậu bé đã làm một cú đâm vào mông anh ấy.
Arai Akihiko (新井 明彦 Arai Akihiko)
Lồng tiếng bởi: Megumi Han
Em trai của Tamako, là một tay game thủ khá cừ, thường xuyên trông hàng giùm bà.
Kido Yuujirou (木戸 裕次郎 (郷長) Kido Yūjirō (Gōchō))
Lồng tiếng bởi: Tanuki Sugino
Trưởng làng, cha của Hiroshi, giúp đỡ Handa rất nhiều việc.
Sakamoto Kazuyuki (坂本 一行 Sakamoto Kazuyuki)
Lồng tiếng bởi: Fumihiko Tachiki
Phó hiệu trưởng trường của Naru, tuy nhiên trông ông chẳng có gì là giống với một vị giáo viên - thầy hút thuốc và thích câu cá ở ao làng.
Kawafuji Takao (川藤 鷹生 Kawafuji Takao)
Lồng tiếng bởi: Junichi Suwabe (Tiếng Nhật, lúc lớn), Kazuyuki Okitsu (Tiếng Nhật, lúc trẻ)
Nhà giám tuyển của Handa, là bạn học từ sơ trung. Kawafuji là người sắp xếp công việc cũng như nhiều việc khác liên quan tới thư pháp của Handa, rất quan tâm đến Handa.
Kanzaki Kousuke (神崎 康介 Kanzaki Kōsuke)
Lồng tiếng bởi: Yūki Kaji
Một thư pháp gia cao trung. Cậu cực kì hâm mộ Handa và bắt đầu cố gắng sau khi xem xong triển lãm thư pháp của Handa. Cậu đạt giải nhất trong cuộc thi thư pháp mà Handa đã từng tham gia. Nói chung là một cậu bé rất lịch sự, có chút vô dụng và đặc biệt ghét côn trùng.
Kotoishi Kousaku (琴石 耕作 Kotoishi Kōsaku)
Lồng tiếng bởi: Hiroshi Ito
Ông của Naru, đã chở Handa hai lần bằng máy kéo khi anh đến đảo. Là một người rất tốt bụng, thường xuyên hỏi Handa có cần giúp gì không.
Iwao Yamamura (山村 巌 Yamamura Iwao)
Lồng tiếng bởi: Atsushi Ono
Cha của Miwa. Một người đàn ông kỳ dị và hay hăm dọa, người mà Handa nghĩ giống một Yakuza.
Handa Seimei (半田 清明 Handa Seimei)
Lồng tiếng bởi: Kōsuke Meguro
Cha của Sei, là người đã gửi Sei đến đảo. Ông từng sống ở đảo khi bằng tuổi con trai mình.
Handa Emi (半田 えみ Handa Emi)
Lồng tiếng bởi: Yoshino Takamori; Natsuko Kuwatani (Handa-kun)
Mẹ của Sei, không đồng ý việc Sei sống trên đảo. Dù Sei đã trưởng thành hơn, mẹ của anh vẫn luôn nghĩ rằng việc sống ở đảo, tiếp xúc với những người dân "không tốt" sẽ khiến Handa trở nên không tốt theo (bà luôn cho rằng Sei vẫn còn là một đứa con nhỏ vâng lời). Khá khác với vẻ ngoài hiền dịu của mình, thực chất bà là một người khá nóng tính và thẳng thắn.

### Handa-kun
Aizawa Junichi (相沢 順一 Aizawa Jun'ichi)
Lồng tiếng bởi: Yūya Hirose
Nikaido Reo (二階堂 レオ Nikaidō Reo)
Lồng tiếng bởi: Tetsuya Kakihara
Tsutsui Akane (筒井 あかね Tsutsui Akane)
Lồng tiếng bởi: Yoshimasa Hosoya
Kondou Yukio (近藤 幸男 Kondō Yukio)
Lồng tiếng bởi: Daiki Yamashita
Kinjou Miyoko (金城 美代子 Kinjō Miyoko)
Lồng tiếng bởi: Kaede Hondo
Mori Maiko (森 麻衣子 Mori Maiko)
Lồng tiếng bởi: Miku Itō
Hanada Kei (花田 慶 Hanada Kei)
Lồng tiếng bởi: Yusuke Shirai
Sawako Tennouji (天王寺 佐和子 Tennōji Sawako)
Lồng tiếng bởi: Yū Kobayashi
Higashino Koutarou (東野 光太郎 Higashino Kōtarō)
Lồng tiếng bởi: Makoto Furukawa
Juri (ジュリ Juri)
Lồng tiếng bởi: Kimiko Saito
Ichimiya Asahi (一宮 旭 Ichinomiya Asahi)
Lồng tiếng bởi: Kenichi Suzumura
Nagamasa Souichi (長政 壮一 Nagamasa Sōichi)
Lồng tiếng bởi: Daisuke Hirakawa
Kojika Sousuke (小鹿 宗介 Kojika Sōsuke)
Lồng tiếng bởi: Shōta Aoi
Shouji Tsukasa (小路 司 Shouji Tsukasa)
Lồng tiếng bởi: Toshiki Masuda
Shiromoto Tomohiro (条本 友弘 Shiromoto Tomohiro)
Lồng tiếng bởi: Wataru Hatano

## Truyền thông

### Manga
Barakamon lần đầu công bố trên tạp chí Gangan Online của NXB Square Enix vào tháng 2 năm 2009. Tankōbon volume đầu tiên phát hành 22 tháng 7 năm 2009; mười hai volumes phát hành 22 tháng 9 năm 2014. Bản quyền thuộc về Yen Press vào tháng 2 năm 2014, đã phát hành vào 28 tháng 10 năm 2014.
Manga spin-off Handa-Kun được viết và minh họa bởi Yoshino Satsuki, được phát hành trên tạp chí tháng Shonen Gangan của Square Enix vào tháng 11 năm 2013. Ngoại truyện tập trung vào cuộc sống của Handa lúc cao trung, 6 năm trước sự kiện Barakamon. Tankōbon volume đầu tiên phát hành vào 21 tháng 6 năm 2014; 4 volumes được phát hành vào ngày 12 tháng 8 năm 2015. Spin-off kết thúc trong tạp chí tháng Shōnen Gangan vào tháng 7 năm 2016, được lên lịch phát hành vào ngày 11 tháng 6 năm 2016.

### Anime
Anime bởi Kinema Citrus được lên sóng ngày 15 tháng 7 năm 2014. Bài nhạc mở đầu là "Rashisa" (らしさ) do Super Beaver trình bày, và bài nhạc kết thúc là "Innocence" bởi NoisyCell.
Anime của Handa-kun bắt đầu lên sóng vào ngày 7 tháng 7 năm 2016 trên TBS và CBC, và sau đó phát sóng trên MBS, BS-TBS, và TBS Channel 1. 12 tập phim được đạo diễn bởi Yoshitaka Koyama và sản xuất bởi Diomedéa. Michiko Yokote, Mariko Kunisawa, Miharu Hirami viết kịch bản, Mayuko Matsumoto thiết kế nhân vật và Ken Itō soạn nhạc. Bài hát mở đầu, tên "The LiBERTY", trình diễn bởi Fo'xTails, và bài hát kết thúc, tên "HIDE-AND-SEEK", trình diễn bởi Kenichi Suzumura.

#### Danh sách tập Barakamon
| Số tập | Tên                                                                                     | Ngày lên sóng       |
| ------ | --------------------------------------------------------------------------------------- | ------------------- |
| 1      | "Barakakodon /Genkina Kodomo" (ばらかこどん /元気な子供)                                | 06 tháng 7 năm 2014 |
| 2      | "Yakamashika /Urusai" (やかましか /うるさい)                                            | 13 tháng 7 năm 2014 |
| 3      | "Hitonmochi /Oiwai de nagerareru Mochi" (ひとんもち /お祝いで投げられる餅)              | 20 tháng 7 năm 2014 |
| 4      | "Shiman ontsandon /Shima no Oyajitachi" (しまんおんつぁんどん /島の親父たち)            | 27 tháng 7 năm 2014 |
| 5      | "Un ni oegii /Umi ni oyogi ni iku" (うんにおえぎいっ /海に泳ぎに行く)                   | 03 tháng 8 năm 2014 |
| 6      | "Yosonmon /Toukyou kara kita Yatsura" (よそんもん /東京から来た奴ら)                    | 10 tháng 8 năm 2014 |
| 7      | "Hisan-Iwo /Koukyuuna Sakana" (ひさんいを /高級な魚)                                    | 17 tháng 8 năm 2014 |
| 8      | "Onde /Nenbutsu Odori" (オンデ /念仏踊り)                                               | 24 tháng 8 năm 2014 |
| 9      | "Okega Makucchishita /Ookega shisouni natta" (おけがまくっちした /大怪我しそうになった) | 06 tháng 9 năm 2014 |
| 10     | "Dacchi Ikode/ Minna de ikou" (だっちいこで /みんなで行こう)                            | 13 tháng 9 năm 2014 |
| 11     | "Toukyou ni imasu/ Yoseo" (東京にいます /よせおっ)                                      | 20 tháng 9 năm 2014 |
| 12     | "Kaette Kite Urishika" (かえってきてうりしか)                                           | 27 tháng 9 năm 2014 |

#### Danh sách tập Handa-kun
| Số tập | Tên Tiếng Nhật                                               | Ngày lên sóng       |
| ------ | ------------------------------------------------------------ | ------------------- |
| 1      | "Handa-kun to Onna no Yūjō" (半田くんと女の友情)             | 08 tháng 7 năm 2016 |
| 2      | "Handa-kun to 1 wa no Tsuzuki" (半田くんと1話の続き)         | 15 tháng 7 năm 2016 |
| 2      | "Handa-kun to Iinchō" (半田くんと委員長)                     | 15 tháng 7 năm 2016 |
| 2      | "Handa-kun to Moderu" (半田くんとモデル)                     | 15 tháng 7 năm 2016 |
| 3      | "Handa-kun to Futōkō" (半田くんと不登校)                     | 22 tháng 7 năm 2016 |
| 3      | "Handa-kun to Chōri Jisshū" (半田くんと調理実習)             | 22 tháng 7 năm 2016 |
| 3      | "Handa-kun to Shinyū" (半田くんと親友)                       | 22 tháng 7 năm 2016 |
| 4      | "Handa-kun to Handa-kun?" (半田くんと半田くん？)             | 29 tháng 7 năm 2016 |
| 4      | "Handa-kun to Onna no Shitto" (半田くんと女の嫉妬)           | 29 tháng 7 năm 2016 |
| 4      | "Handa-kun to Shakō Sei" (半田くんと社交性)                  | 29 tháng 7 năm 2016 |
| 5      | "Handa-kun to Seito Kai" (半田くんと生徒会)                  | 5 tháng 8 năm 2016  |
| 5      | "Handa-kun to Kioku Sōshitsu" (半田くんと記憶喪失)           | 5 tháng 8 năm 2016  |
| 6      | "Handa-kun to Tomodachi no Tomodachi" (半田くんと友達の友達) | 12 tháng 8 năm 2016 |
| 6      | "Handa-kun to Dasshu Tōno" (半田くんとダッシュ東野)          | 12 tháng 8 năm 2016 |
| 6      | "Handa kun to Tesō Uranai" (半田くんと手相占い)              | 12 tháng 8 năm 2016 |
| 7      | "Handa-kun to Tsuishi" (半田くんと追試)                      | 19 tháng 8 năm 2016 |
| 7      | "Handa-kun to Tosho Shitsu" (半田くんと図書室)               | 19 tháng 8 năm 2016 |
| 8      | "Handa-kun to Shūgakuryokō" (半田くんと修学旅行)             | 26 tháng 8 năm 2016 |
| 9      | "Handa-kun to Kaeru" (半田くんとカエル)                      | 02 tháng 9 năm 2016 |
| 9      | "Handa-kun to Sutōkā" (半田くんとストーカー)                 | 02 tháng 9 năm 2016 |
| 10     | "Handa-kun to Heibon" (半田くんと平凡)                       | 09 tháng 9 năm 2016 |
| 10     | "Handa-kun to Bishōjo" (半田くんと美少女)                    | 09 tháng 9 năm 2016 |
| 11     | "Handa-kun to Bunkasai Junbi" (半田くんと文化祭準備)         | 16 tháng 9 năm 2016 |
| 12     | "Handa-kun to Bunkasai" (半田くんと文化祭)                   | 23 tháng 9 năm 2016 |